# Live on Lansdowne, Boston MA
Live on Lansdowne, Boston MA ist das zweite Livealbum der US-amerikanischen Folk-Punk-Band Dropkick Murphys. Es erschien am 16. März 2010 bei Born & Bred Records, dem bandeigenen Label.

## Entstehung
Die Aufnahmen am Album wurden zwischen dem 12. und dem 17. März 2009 durchgeführt. In diesem Zeitraum veranstaltet die Band seit 2001 eine Reihe von fünf bis sechs Konzerten in ihrer Heimatstadt Boston anlässlich des irischen Nationalfeiertages, dem Saint Patrick’s Day, welcher am 17. März stattfindet. Ein Jahr später, am 16. März 2010 wurde das Album veröffentlicht.
Die Titelliste wurde im Vergleich zum 2003 erschienenen Livealbum Live on St. Patrick’s Day (From Boston, MA) grundlegend verändert, lediglich das Lied Forever ist in leicht abgewandelter Form als Forever 2009 noch enthalten. Die Lieder Johnny, I Hardly Knew Ya, (F)lannigan’s Ball, Captain Kelly's Kitchen und Fields of Athenry sind ursprünglich traditionelle, irische Volkslieder, wurden teilweise aber schon vorher auf Studioalben der Band verwendet.

## Titelliste

### CD
1. Famous for Nothing – 3:03
2. The State of Massachusetts – 4:01
3. Johnny, I Hardly Knew Ya – 4:52
4. Time to Go – 2:36
5. Sunshine Highway – 3:19
6. Flannigan's Ball – 3:46
7. Bastard on Parade – 3:58
8. God Willing – 3:25
9. Caught in a Jar – 2:37
10. Captain Kelly's Kitchen – 2:39
11. Citizen C.I.A. – 2:13
12. Fields of Athenry – 4:43
13. Your Spirit's Alive – 2:30
14. The Warrior's Code – 4:11
15. The Dirty Glass – 3:53
16. Tessie – 5:25
17. Forever 2009 – 3:37
18. Worker's Song – 3:28
19. Kiss Me I'm S&!%faced – 6:36
20. I'm Shipping Up to Boston – 2:38

### DVD
1. Cadence to Arms
2. Do or Die

## Rezensionen
Von Musikkritikern erhielt das Album überwiegend positive Bewertungen:
Auf about.com erhält das Album die volle Punktzahl von fünf Sternen. Kritiker Ryan Cooper lobt vor allem die Energie des Albus und schreibt, dass es ein Muss für alle Fans der Band sei.
Mike Allen von Sputnikmusic vergibt die die Note 4,0 von 5 möglichen Punkten. Wie schon Cooper lobt er ebenfalls die dargebotene Energie, merkt jedoch an, dass einige der älteren Songs fehlen würden, dafür sei es mit Liedern aus The Meanest of Times gespickt.
Wie viele andere Kritiker schätzt auch James Christopher Monger von Allmusic die Energie des Albums und vergibt vier von fünf Sternen.
In-Your-Face.de vergibt sechs von zehn möglichen Punkten. Der CD wird eine positive Stimmung und Qualität bescheinigt, auch die neuen Songs sorgen für Abwechslung im Gegensatz zum ersten Livealbum der Band. Auf der DVD fehlen dem Kritiker jedoch die „packenden Hintergrundstories“. Außerdem bemängelt er, dass die Songs keinen tieferen Hintergrund besäßen.
whiskey-soda.de hingegen vergibt nur die Schulnote 3, wobei sich die Note aus zwei Einzelbewertungen zusammensetzt. Dabei erhielt die CD die Note 2+, während die DVD nur die Note 4 bekam. Zur CD schreibt der Kritiker, dass die Stimmung gut herübergerbacht wurde, die Publikumsgeräusche jedoch teilweise zu sehr heruntergeschraubt wurden. Die DVD erhält aufgrund der Kameraführung eine schlechtere Benotung.

## Chartplatzierungen
Das Album konnte lediglich in den Vereinigten Staaten in die Charts einsteigen, wo es Platz 25 erreichte und sich drei Wochen in den Top 200 halten konnte.

## Mitwirkende Musiker
- Tim Brennan: Akkordeon, Bouzouki, Gitarre, Klavier, Hintergrundgesang
- Ken Casey: Bass, Gesang
- Jeff DaRosa: Banjo, Bouzouki, Gitarre, Mandoline, Klavier, Tin Whistle
- Matt Kelly: Schlagzeug, Hintergrundgesang
- James Lynch: Gitarre, Hintergrundgesang
- Scruffy Wallace: Dudelsack, Tin Whistle
- Al Barr: Gesang
- Bunker Hill Pipe Band: Dudelsack
- Matthew Edwards: Bass
- Halley Feaster: Violoncello
- Madelaine Ripley: Violine
- Rock Solid String Section: Streichensemble
- Catherine Wilson: Violine